# Гошен (округ)
Округ Гошен (англ. Goshen County) — округ, расположенный в штате Вайоминг, США с населением в 12 538 человек по статистическим данным переписи 2000 года.
Столица округа находится в городе Торрингтон.

## История
Округ Гошен был образован в 1911 году.

## География
По данным Бюро переписи населения США округ Гошен имеет общую площадь в 5781 квадратный километр, из которых 5763 кв. километра занимает земля и 18 кв. километров — вода. Площадь водных ресурсов округа составляет 0,31 % от всей его площади.

### Соседние округа
- Найобрэра — север
- Скотс-Блафф (Небраска) — восток
- Су (Небраска) — восток
- Баннер (Небраска) — юго-восток
- Ларами — юг
- Платт — запад

### Охраняемые природные территории
- Национальное историческое место Форт-Ларами

## Демография

Распределение населения округа Гошен по возрастным диапазонам

По данным переписи населения 2000 года в округе Гошен проживало 12 538 человек, 3 426 семей, насчитывалось 5061 домашнее хозяйство и 5881 жилой дом. Средняя плотность населения составляла 2 человека на один квадратный километр. Расовый состав округа по данным переписи распределился следующим образом: 93,83 % белых, 0,20 % чёрных или афроамериканцев, 0,86 % коренных американцев, 0,20 % азиатов, 0,12 % выходцев с тихоокеанских островов, 1,14 % смешанных рас, 3,65 % — других народностей. Испано- и латиноамериканцы составили 8,83 % от всех жителей округа.
Из 5061 домашнего хозяйства в 28,60 % — воспитывали детей в возрасте до 18 лет, 56,70 % представляли собой совместно проживающие супружеские пары, в 7,70 % семей женщины проживали без мужей, 32,30 % не имели семей. 27,60 % от общего числа семей на момент переписи жили самостоятельно, при этом 13,10 % составили одинокие пожилые люди в возрасте 65 лет и старше. Средний размер домашнего хозяйства составил 2,38 человек, а средний размер семьи — 2,90 человек.
Население округа по возрастному диапазону по данным переписи 2000 года распределилось следующим образом: 24,20 % — жители младше 18 лет, 9,40 % — между 18 и 24 годами, 24,30 % — от 25 до 44 лет, 24,80 % — от 45 до 64 лет и 17,30 % — в возрасте 65 лет и старше. Средний возраст жителей округа составил 40 лет. На каждые 100 женщин в округе приходилось 98,90 мужчин, при этом на каждых сто женщин 18 лет и старше приходилось 95,00 мужчин также старше 18 лет.
Средний доход на одно домашнее хозяйство в округе составил 32 228 долларов США, а средний доход на одну семью в округе — 40 297 долларов. При этом мужчины имели средний доход в 27 713 доллара в год против 17 584 долларов среднегодового дохода у женщин. Доход на душу населения в округе составил 15 965 долларов в год. 9,70 % от всего числа семей в округе и 13,90 % от всей численности населения находилось на момент переписи населения за чертой бедности, при этом 16,30 % из них были моложе 18 лет и 12,50 % — в возрасте 65 лет и старше.

## Главные автодороги
- US 26
- US 85

## Населённые пункты

### Города
- Торрингтон
- Форт-Ларами
- Лагрейндж
- Лингл
- Йодер

### Статистически обособленные местности
- Хок-Спрингс
- Хантли
- Ветеран

### Другие
- Джей-Им